# Bili Ajdol
Vilijam Majkl Albert Broud (engl. William Michael Albert Broad, 30. novembar 1955) poznatiji kao Bili Ajdol (engl. Billy Idol) je engleski rok muzičar. Postao je popularan u londonskom pank bendu Generation X, dok je pravu slavu stekao tokom osamdesetih, solo karijerom u SAD. Prepoznatljiv muzički stil je rezultat saradnje sa Stivom Stivensom (Steve Stevens). Njegovi spotovi su doživeli veliki uspeh, načinivši ga MTV zvezdom.

## Muzička karijera
Bili Ajdol je svoju muzičku karijeru otpočeo 1975. u bendu Rokits (Rockettes), koji je osnovao sa Stivom Apstounom. Svirali su samo obrade poznatih pesama. Posle toga je bio gitarista u bendu Čelsi, osnovanom 1976. godine u Londonu. Prvi singl im je bio Right to Work. U početku su bila četiri člana, od kojih su trojica (Bili Ajdol, Toni Džejms i Džon Touv) ubrzo formirala Dženerejšn Eks (novembar 1976). Članovi grupe Dženerejšn Eks su se vremenom menjali, a Bili Ajdol je bio pevač od početka do napuštanja benda. Prvi singl Your Generation je izdat novembra 1977. godine. Objavili su tri albuma: Generation X (1978), Valley of the Dolls (1979) i Kiss Me Deadly (1981). Najveći hit je bila pesma Dancing with Myself, sa poslednjeg albuma.
Preselivši se u Njujork 1980 , započinje solo karijeru objavljivanjem mini albuma Don't Stop (1981) sa samo 4 pesme, od kojih su najznačajnije Dancing with Myself i Mony Mony (obrada Tomi Džejmsa i Šondelsa iz 1968). Od albuma Billy Idol (1982), počinje saradnja sa Stivom Stivensom (Steve Stevens), gitaristom iz Njujorka, koji je doprineo prepoznatljivom muzičkom stilu Ajdola tokom osamdesetih, pod uticajem postpanka, njuvejva i sintpopa. Hitovi sa tog albuma su bili Hot in the City i White Wedding.1984 godine objavljuje album Rebel Yell sa hitovima: Rebel Yell, Flesh for Fantasy, Eyes Without a Face, Catch My Fall. Izdavanjem ovog albuma je postigao svetsku slavu, sa multi-platinastim tiražom. Vital Idol, remiks kompilacija najvećih hitova se pojavljuje 1985. godine. Uspešan album je bio i Whiplash Smile (1986), odnosno pesme Sweet Sixteen, To Be a Lover i Don't Need a Gun. Pesma Sweet Sixteen sa prizvukom kantrija, jedna je od retkih njegovih balada. 1987. godine izdaje Vital Idol ze američko tržište, uz prateći live singl za pesmu "Mony Mony" koji zauzima prvu poziciju u SAD-u. Ubrzo zatim, Stiv Stivens ga napušta i formira svoj bend. Bili Ajdol se seli u Los Anđeles, gde 1990. izdaje album Charmed Life, sa pesmama u tipičnom rok stilu. U to vreme je doživeo tešku saobraćajnu nesreću na motoru, zbog koje je umalo izgubio nogu. Najveći hitovi s ovog albuma su bili L.A. Woman (obrada Dorsa iz 1971) i Cradle of Love. Spot za pesmu Cradle of Love je doživeo ogroman uspeh. Album Cyberpunk (1993), donosi promene u Ajdolovom muzičkom stilu, sa primesama tehna i kompjuterskom obradom glasa, što je bilo mnogo ispred svog vremena. Nije doživeo veliki uspeh, a najpoznatija pesma sa tog albuma je Shock to the System. Sledeće godine izdaje singl Speed (1994), koji je bio veliki hit iz filma Brzina. Posle toga ga prate problemi s drogom i sledi dugogodišnja pauza u izdavanju studijskih albuma. Saradnju sa Stivom Stivensom ponovo pokreće 2001. godine i izdaje kompilaciju Greatest Hits, na kojoj se našla i pesma Don't You Forget About Me (obrada Simpl Majndsa iz 1985). Devil's Playground (2005) je bio njegov prvi studijski album nakon 12 godina. Najveći hit s tog albuma je Scream.

## Zanimljivosti
- Bili Ajdol se oprobao i kao glumac. Prvi put je to bilo u filmu Dorsi (The Doors 1991), iako se pojavio u sasvim sporednoj ulozi. Njegov angažman u tom filmu je trebalo da bude veći, ali ga je sprečila saobraćajna nesreća i prelom noge. Iz istog razloga je propustio ulogu u filmu Terminator 2 (Terminator 2: Judgment Day 1991). Trebalo je da glumi glavnog negativca, robota T-1000. U filmu Mad Dog Time (1996) je Lee Turner, unajmljeni ubica, a u filmu Svadbeni pevač (Wedding Singer 1998) se pojavljuje u ulozi samog sebe, na kraju filma.
- U spotu Cradle of Love, sniman mu je samo gornji deo tela, pošto je donji bio privremeno paralizovan usled saobraćajne nesreće.[2] Tokom snimanja spota Eyes Without a Face, dobio je privremeno slepilo. Televizije su odbile da emituju prvobitnu verziju spota za pesmu White Wedding, razlog je scena na kojoj se vidi krv nakon stavljanja prstena. Spot Hot In The City iz 1987. godine je zabranjen od strane MTV-a, jer je Peri Lister razapeta na krst.
- Veliki hit iz osamdesetih, pesma Don't You Forget About Me, koju je napisao njegov dugogodišnji producent Kit Forsi (Keith Forsey) za grupu Simpl Majnds (Simple Minds), prvo je bila ponuđena njemu, ali je Ajdol odbio. Uradio je njenu obradu 2001.
- U Srbiji je gostovao 2006. godine, na festivalu „Egzit“ u Novom Sadu i 21. juna 2010. u Beogradu na „Ušće festu“, 2014. ispod kalemegdanske tvrđave i u Julu 2018. godine u Zaječaru.
- Nastupao je u Rio de Žaneiru, u Brazilu, 1991. godine na drugom festivalu Rock in Rio pred više od 100 hiljada ljudi.

## Diskografija

### Albumi
- Billy Idol (1982)
- Rebel Yell (1983)
- Whiplash Smile (1986)
- Charmed Life (1990)
- Cyberpunk (1993)
- Devil's Playground (2005)
- Happy Holidays (2006)
- Kings & Queens of the Underground (2014)

### Singlovi
- 1981.
- 1982.
- 1984.
- 1985.
- 1986.
- 1987.
- 1990.
- 1993.
- 1994.
- 2005.
- 2008.
- 2008.

## Spoljašnje veze
- (језик: енглески)
- (језик: енглески)
- (језик: енглески)
- Bili Ajdol na sajtu  (jezik: engleski)